# Гжегож Томасєвич
Гжегож Томасєвич пол. Grzegorz Tomasiewicz, нар. 5 травня 1996, Явожно, Польща) — польський футболіст, центральний півзахисник клубу «П'яст».

## Ігрова кар'єра

### Клубна
У 2011 році Гжегож Томасєвич приєднався до варшавської «Легії», де був внесений за другого складу. У серпні 2013 року футболіст зіграв першу гру у резервному складі „армійців“ у Третій лізі. Не провівши в основі жодного матчу, взимку 2015 року Томасєвич перейшов до клубу Першої ліги «Арка», з яким у сезоні 2015/16 виборов право на підвищення до Екстракласи. Хоча два наступні роки півзахисник провів в оренді у складі «Погоні» з міста Седльці.
В липні 2018 року Томасєвич перейшов до клубу «Сталь» (Мелець). І в наступному сезоні разом з клубом футболіст виграв Першу лігу і в серпні 2020 року дебютував у матчах Екстракласи.

### Збірна
З 2012 року Гжегож Томасєвич виступав за юнацькі збірні Польщі всіх вікових категорій.

## Досягнення
Арка
- Переможець Першої ліги: 2015/16

Сталь (Мелець)
- Переможець Першої ліги: 2019/20